# Tommy Wieringa
Tommy Wieringa (Goor, 20 maggio 1967) è uno scrittore olandese, noto per i suoi romanzi che esplorano temi come l'identità, la migrazione, la solitudine e la marginalità. È considerato dalla critica una delle voci più importanti della letteratura olandese contemporanea.

## Biografia
Tommy Wieringa ha trascorso la prima parte della sua infanzia ad Aruba. All'età di nove anni, la sua famiglia è tornata nei Paesi Bassi, stabilendosi a Geesteren, nella regione di Twente, dove il giovane scrittore ha trascorso molti anni della sua gioventù. Ha frequentato la Vrije School di Zutphen. Successivamente ha studiato storia all'Università di Groningen e giornalismo a Utrecht. Durante la sua giovinezza, ha svolto diversi lavori, tra cui venditore di accendini al mercato e bigliettaio per le ferrovie.
Nel 1995 ha pubblicato il suo primo romanzo, Dormantique’s manco. Dopo l'uscita di questo libro e di altri due romanzi, ha raggiunto un pubblico più ampio nel 2005 con il romanzo di formazione "Joe Speedboat". La trama dell'opera si concentra sulla storia di Fransje Hermans, un giovane che, dopo un grave incidente, si ritrova costretto su una sedia a rotelle. La sua vita cambia radicalmente quando incontra Joe Speedboat, un ragazzo carismatico e avventuroso. La dinamica relazionale tra i due personaggi è il motore del romanzo, che permette di esplorare straordinari temi di crescita personale, amicizia e la lotta per superare le difficoltà.
Il libro ha ricevuto ampi consensi e numerosi riconoscimenti, tra cui il F. Bordewijk Prize nel 2006, ed è stato tradotto in diverse lingue. La narrazione vivace e il profondo sviluppo psicologico dei personaggi hanno contribuito a rendere Joe Speedboat un’opera significativa nella letteratura contemporanea olandese, confermando il talento di Wieringa nella creazione di storie che combinano l’ironia con una riflessione profonda sulla condizione umana.
Wieringa, dopo questo straordinario successo, ha anche collaborato alla sceneggiatura del cortometraggio "Laatste wolf" per la VPRO, facente parte della serie Goede daden bij daglicht, e ha scritto diversi radiodrammi per la KRO. Nel 2013 ha presentato la serie televisiva "De Grens" per la VPRO, e nel 2014 ha fornito la voce narrante per la serie documentaristica in sei parti "Speeches", sempre per la VPRO.
Oltre alla narrativa, Wieringa è attivo nel giornalismo, con articoli pubblicati su Volkskrant, Vrij Nederland, Dagblad van het Noorden e Rails. È stato anche editorialista per il quotidiano gratuito De Pers, e in precedenza aveva scritto per Sp!ts e Propria Cures. Dal 2013 ha iniziato a scrivere articoli per i quotidiani del gruppo Wegener e, nel settembre 2018, ha sostituito Bas Heijne come editorialista del NRC Handelsblad.
Durante il suo periodo come writer in residence al Netherlands Institute for Advanced Study (NIAS), Wieringa ha lavorato su un romanzo storico incentrato sulla famiglia di Pieter Schelte Heerema, un controverso personaggio della storia olandese. Questo lavoro è stato pubblicato a settembre 2023 con il titolo "Nirwana", che, secondo il NRC, è "la finzione di una storia di vita reale esplosiva".
Nel campo musicale, Wieringa ha sperimentato la fusione tra poesia e musica con il gruppo Donskoy. Nel 1998 è uscita la loro CD "Beatnik Glorie", e la band ha partecipato a vari festival, tra cui Crossing Border, Winterschrift, Double Talk, De Nachten e Lowlands. Nel 2007 è stato scrittore ospite presso la TU Delft. Ha scritto il testo per il Groot Dictee der Nederlandse Taal nel 2010, e nel 2014 ha pubblicato il libro per la Boekenweek intitolato "Een mooie jonge vrouw".
Nel 2018 Wieringa è stato coinvolto in una controversia per un suo commento, "Era ora", pronunciato durante il congresso annuale della Vereniging van Nederlandse Gemeenten subito dopo un attacco alla sede del quotidiano De Telegraaf. Wieringa ha successivamente chiarito che si trattava di una battuta.

## Premi
Nel 2002, Tommy Wieringa ha ricevuto il Halewijnprijs per il romanzo Alles over Tristan, che era stato inserito nella longlist dell’AKO Literatuurprijs. Per Joe Speedboot, pubblicato nel 2005, Wieringa ha ottenuto il F. Bordewijk-prijs per il miglior prosa narrativo, con la giuria che ha definito il libro come "un romanzo di formazione coinvolgente e vitale". Questo premio includeva un premio di €5.000, consegnato il 11 marzo 2007. Inoltre, Joe Speedboot ha vinto il Magazijn La Vie en Rose Prijs e una Tzumprijs per la miglior frase letteraria del 2006, con la frase premiata che è stata descritta come particolarmente evocativa.
Il romanzo è stato anche nominato per diversi premi prestigiosi, tra cui AKO Literatuurprijs, Gouden Uil, Libris Literatuur Prijs, Literatuurprijs Gerard Walschap, NS Publieksprijs e il premio per la migliore copertura editoriale.
Nel 2009, Caesarion è stato nominato per l’AKO Literatuurprijs. Nel 2013, Wieringa ha ricevuto sia il Libris Literatuur Prijs che il Prijs van de Lezersjury van de Gouden Uil per Dit zijn de namen. La traduzione inglese di Caesarion è stata nominata per il Dublin Literary Award nello stesso anno. Inoltre, nel 2014, Wieringa ha vinto l'Inktaap per Dit zijn de namen. Nel 2018, ha conquistato il BookSpot Literatuurprijs per De heilige Rita.